# Isabell Schmidt
Isabell Schmidt (* 13. August 1989 in Greifswald) ist eine deutsche Popsängerin, die 2012 in der zweiten Staffel der Gesangs-Castingshow The Voice of Germany den zweiten Platz belegte.

## Biografie
Isabell Schmidt stammt aus einer musikalischen Familie. Mit 13 Jahren lernte sie Gitarrespielen und beherrscht daneben noch weitere Musikinstrumente. Sie war als Straßenmusikerin unterwegs und tritt bei Veranstaltungen auf. Von Beruf ist sie Ergotherapeutin und arbeitet in einer Klinik in Stralsund.
2012 nahm sie an der zweiten Staffel der Gesangs-Castingshow The Voice of Germany teil. In der Gruppe von Coach Nena setzte sie sich gegen alle Konkurrenten durch und zog in das Finale am 14. Dezember 2012 ein. Ihr im Halbfinale vorgetragenes, selbstgeschriebenes Lied Heimweh verkaufte sich in der Woche vor der Finalshow von den veröffentlichten Songs der vier Teilnehmer am besten und erreichte Platz 33 der deutschen Charts. Da dies in die Finalwertung mit einberechnet wurde, ging sie mit einem Vorsprung in die letzte Sendung. Am Ende belegte sie Platz zwei der Gesamtwertung hinter dem Briten Nick Howard. Am 12. Juli 2013 brachte Isabell Schmidt ihr erstes Album Alles hat seine Zeit heraus, auf dem sich auch der Song OK befindet. Mit dem Album schaffte sie es am 26. Juli 2013 auf Platz 47 der deutschen Charts.

## Diskografie
Alben
- Alles hat seine Zeit (2013)

Singles
- Heimweh (2012)
- Ok (2013)
- Nimmst du mich mit (2016)
- Out of Mind (mit dem Rain Down Project, 2017)
- Seitdem du weg bist (2020)